# 大花田菁
大花田菁（学名：Sesbania grandiflora）为豆科田菁属下的一个种。种名grandiflora意为“大花的”。